# Caitlin Cahow
Caitlin Cahow (née le 20 mai 1985 à New Haven, dans le Connecticut ) est une joueuse américaine de hockey sur glace qui évoluait dans la ligue élite féminine en tant que défenseure. Elle a remporté deux titres olympiques, une médaille de bronze aux Jeux olympiques de Turin en 2006 et une Médaille d'argent aux Jeux olympiques de Vancouver en 2010. Elle a également représenté les États-Unis dans 4 championnats du monde, remportant 3 médailles d'or et 1 médaille d'argent.
Elle a remporté la Coupe Clarkson en 2013 .

## Biographie

### Carrière internationale
Avec l'équipe des États-Unis féminine de hockey sur glace, elle remporte les Championnats du monde 2008, 2009 et 2011, termine deuxième du Championnat du monde 2007. Elle obtient la médaille d'argent aux Jeux olympiques d'hiver de 2010 à Vancouver et la médaille de bronze aux Jeux olympiques d'hiver de 2006 à Turin.

## Statistiques

### En club
| Saison      | Équipe            | Ligue       |     | Saison régulière | Saison régulière | Saison régulière | Saison régulière | Saison régulière |   | Séries éliminatoires | Séries éliminatoires | Séries éliminatoires | Séries éliminatoires | Séries éliminatoires |
| Saison      | Équipe            | Ligue       | PJ  | B                | A                | Pts              | Pun              | PJ               | B | A                    | Pts                  | Pun                  |                      |                      |
| 2003-2004   | Crimson d'Harvard | NCAA        | 34  | 2                | 11               | 13               | 28               |                  |   |                      |                      |                      |                      |                      |
| 2004-2005   | Crimson d'Harvard | NCAA        | 36  | 6                | 29               | 35               | 46               |                  |   |                      |                      |                      |                      |                      |
| 2006-2007   | Crimson d'Harvard | NCAA        | 30  | 8                | 20               | 28               | 44               |                  |   |                      |                      |                      |                      |                      |
| 2007-2008   | Crimson d'Harvard | NCAA        | 34  | 15               | 22               | 37               | 42               |                  |   |                      |                      |                      |                      |                      |
| 2010-2011   | Blades de Boston  | LCHF        | 23  | 2                | 11               | 13               | 26               | -                | - | -                    | -                    | -                    |                      |                      |
| 2011-2012   | Blades de Boston  | LCHF        | 20  | 4                | 7                | 11               | 22               | -                | - | -                    | -                    | -                    |                      |                      |
| 2012-2013   | Blades de Boston  | LCHF        | 24  | 2                | 12               | 14               | 24               | 4                | 0 | 1                    | 1                    | 6                    |                      |                      |
| Totaux NCAA | Totaux NCAA       | Totaux NCAA | 134 | 31               | 82               | 113              | 160              | -                | - | -                    | -                    | -                    |                      |                      |
| Totaux LCHF | Totaux LCHF       | Totaux LCHF | 67  | 8                | 30               | 38               | 72               | 4                | 0 | 1                    | 1                    | 6                    |                      |                      |

### Au niveau international
| Année | Équipe     | Compétition          |   | PJ | B | A | Pts | Pun                |  | Résultat |
| 2006  | États-Unis | Jeux olympiques      | 5 | 0  | 0 | 0 | 2   | Médaille de bronze |  |          |
| 2007  | États-Unis | Championnat du monde | 5 | 2  | 2 | 4 | 2   | Médaille d'argent  |  |          |
| 2008  | États-Unis | Championnat du monde | 5 | 2  | 3 | 5 | 0   | Médaille d'or      |  |          |
| 2009  | États-Unis | Championnat du monde | 5 | 2  | 4 | 6 | 0   | Médaille d'or      |  |          |
| 2010  | États-Unis | Jeux olympiques      | 5 | 2  | 2 | 4 | 10  | Médaille d'argent  |  |          |
| 2011  | États-Unis | Championnat du monde | 5 | 1  | 4 | 5 | 4   | Médaille d'or      |  |          |